# Васіли
Васіли (пол. Wasiły) — село в Польщі, у гміні Дзежґово Млавського повіту Мазовецького воєводства.
Населення — 52 особи (2011).
У 1975—1998 роках село належало до Цехановського воєводства.

## Демографія
Демографічна структура станом на 31 березня 2011 року:
|          | Загалом | Допрацездатний вік | Працездатний вік | Постпрацездатний вік |
| -------- | ------- | ------------------ | ---------------- | -------------------- |
| Чоловіки | 27      | 8                  | 16               | 3                    |
| Жінки    | 25      | 6                  | 13               | 6                    |
| Разом    | 52      | 14                 | 29               | 9                    |